# 倉内信号場
倉内信号場（チャンネしんごうじょ）は大韓民国京畿道平沢市にある韓国鉄道公社（KORAIL）の信号所。

## 接続する鉄道路線
韓国鉄道公社　
平沢線

## 沿革
- 2015年2月24日 開業[1]。

## 隣の駅
韓国鉄道公社
平沢線
安仲駅 - 倉内信号場 - （新垈信号所） - 平沢駅